# Решетніков Юрій Євгенович
Юрій Євгенович Решетніков (26 травня 1968, Запоріжжя) — український державний, політичний та релігійний діяч. Голова Державного комітету у справах національностей та релігій 2009–2010 роках, заступник голови партії Християнсько-демократичний союз, кандидат філософських наук.

## Біографія
Народився 26 травня 1968 р. у м. Запоріжжі. Закінчив Українську юридичну академію (нині Національна юридична академія ім. Ярослава Мудрого) та Одеську богословську семінарію. Автор близько 40 публікацій з питань державно-конфесійних відносин та забезпечення свободи совісті.
У 1997–2004 рр. — проректор Київського християнського університету. З 2005 р. — на державній службі. Працював головним консультантом Головної служби гуманітарної політики Секретаріату Президента України, начальником відділу науково-інформаційного забезпечення, зв'язків з громадськістю та ЗМІ Державного департаменту у справах релігій, з червня 2006 р. — помічником консультантом народного депутата України.
Учасник розробки законопроєктів щодо надання релігійним організаціям права на постійне користування земельними ділянками, надання релігійним організаціям права на заснування загальноосвітніх навчальних закладів, виключення релігійних організацій з аукціонного (конкурсного) порядку набуття в оренду земельних ділянок та нерухомого майна державної та комунальної власності, звільнення релігійних організацій від сплати ПДВ при ввезенні предметів культового призначення, зокрема богослужбової літератури, внесення змін до Кримінально-процесуального кодексу України щодо дотримання таємниці сповіді тощо. У 2006 р. — член робочої групи Міністерства юстиції України з розробки нової редакції Закону України «Про свободу совісті та релігійні організації».
У 2002–2006 рр. — член робочих груп Міністерства освіти і науки України з питань впровадження викладання курсів духовно-морального спрямування у загальноосвітніх навчальних закладах, з 2007 р. — член робочої групи МОН з питань розроблення галузевого стандарту спеціальності «богослов'я». З 2008 р. — заступник голови Громадської ради при Міністерстві освіти і науки з питань співпраці з Церквами та релігійними організаціями.
З березня по травень 2009 р. — директор департаменту у справах державно-конфесійних відносин та забезпечення свободи совісті Держкомнацрелігій.
З 8 липня 2014 по 22 липня 2016 року — голова Громадської ради при Міністерстві культури України.

## Праці
- Обзор истории евангельско-баптистского братства на Украине. Одесса: Богомыслие, 2000. У співавторстві з Сергієм Санніковим. 246 с.